# Charles Hard Townes
Charles Hard Townes (Greenville, 28. srpnja 1915. – Oakland, 27. siječnja 2015.), američki fizičar. Već kao student radio je u Laboratorijima Bell Telephone (od 1933. do 1947.). Na Kalifornijskom tehnološkom institutu Caltech u Pasadeni doktorirao (1939.) tezom o odvajanju izotopa i nuklearnim vrtnjama na Kalifornijskom tehnološkom institutu (Caltech) u Pasadeni. Za Drugog svjetskog rata bavio se razvojem mikrovalnih radara. Od 1948. radio kao profesor fizike na Sveučilištu Columbia u New Yorku, od 1961. u Massachusettskom tehnološkom institutu u Cambridgeu, a od 1967. na Kalifornijskom sveučilištu u Berkeleyu. Zamislio je i konstruirao (od 1951. do 1954.) prvi maser. S A. L. Schawlowom teorijski je dokazao (1958.) mogućnost rada masera u vidljivom i infracrvenom području spektra elektromagnetskih valova (poslije nazvanim laser). Za temeljne radove na području kvantne elektronike koji su doveli do konstrukcije oscilatora i pojačala na temelju načela masera i lasera dobio je Nobelovu nagradu za fiziku 1964., s N. G. Basovom i A. M. Prohorovom.

## Maser
Maser (akronim od engl. Microwave Amplification by Stimulated Emission of Radiation: pojačanje mikrovalova stimuliranom emisijom zračenja) je uređaj za stvaranje i pojačavanje mikrovalova, a u suvremenoj inačici i za stvaranje i pojačavanje radiovalova i infracrvenoga zračenja. Rad masera temelji se na stimuliranoj emisiji zračenja koja nastaje zbog obrata (inverzije) napučenosti energijskih razina atoma aktivne tvari, kao i kod lasera. Kod plinskih masera (aktivna tvar: amonijak, vodikovi atomi, rubidijeve pare) inverzija napučenosti postiže se reflektiranjem zračenja u rezonantnoj šupljini, a kod čvrstih masera (aktivna tvar ima paramagnetska svojstva) to se postiže rezonantnim zračenjem izvana. Zračenje masera je monokromatsko i odgovara razlici energijskih razina. Titranje se podržava rezonatorom. Energijske razine plina ne ovise o vanjskim silama, pa se zato plinski maser, kao i laser, upotrebljava za točno mjerenje vremena (na primjer atomski sat). Energijske razine čvrstog (paramagnetskog) masera ovise o magnetskom polju, pa se mogu po volji mijenjati; zato se takav maser upotrebljava kao pretpojačalo koje se može regulirati. Takav se uređaj na primjer primjenjuje u astronautici i radioastronomiji kod vrlo osjetljivih detektora elektromagnetskoga zračenja koji još mogu detektirati snagu reda veličine 10–21 W, i manju. Prvu demonstraciju rada masera izveo je 1953. C. H. Townes sa suradnicima.